# Недељне илустрације
Недељне илустрације је часопис који је излазио у Београду од 1925. до 1941. године. Почетком Другог светског рата престао је са излажењем.

## О часопису
Недељне илустрације је илустровани часопис који је излазио 17 година, од 1925. до 1941. године. Почео је да излази 7. јануара 1925. године, а последњи број је изашао 6. априла 1941. године. Био је информативни часопис за детаљима из свакодневног културног и уметничког живота Београда и иностранства.
- Насловна страна броја 18, 1925.
- Насловна страна броја 11, 1930.
- Насловна страна броја 17, 1930.
- Престолонаследник Петар, насловна страна броја 1, 1935.
- Насловна страна броја 40 из 1940. године

### Периодичност
Часопис је излазио једном недељно.
Недељне илустрације излазе сваке суботе на 36 страна и стају 3 динара по броју.

## Уредници
Уредници су се током година смењивали.
- Од бр. 32 (1926) Војин М.Ђорђевић;
- Од бр. 48 (1927) М. Световски[5];
- Од бр. 27 (1930) Драг. М. Стојадиновић;
- Од бр. 5 (1934) Ружа Мандић- Петров, Божидар З. Марковић;
- Од бр. 17 (1934) Војин Ђорђрвић;
- Од бр. 1 (1935) Драгољуб Вучићевић;
- Од бр. 13 (1935) Марија Ж. Живковић.

## Занимљивости
| „ | Протест госпође Мир-Јам: Госпођа Мир-Јам, уредница предратног листа Недељне илустрације посетила је јуче Президиум Удружења југословенских драмских аутора ... | ” |

- Београд после поноћи, број 11, стране 6-7, 1930.
- Број 1, 1935.
- Број 1, 1935.
- Број 33 из 1935. године
- Број 46, стране 14-15, 1940.

## Галерија
- Број 3, 1925.
- Број 33, 1935.
- Број 46, 1940.